# Пирог с патокой
Пирог с патокой (англ. Treacle tart) — традиционный британский десерт. Самый ранний известный рецепт такого пирога был опубликован в кулинарных книгах английской писательницы Мэри Джеври в конце XIX века.

## Десерт
Пирог готовится из песочного теста. Начинкой ему служит густой золотой сироп (также называемый патокой). Кроме того, при приготовлении пирога традиционно используются панировочные сухари и лимонный сок или цедра. Некоторые современные варианты рецепта предполагают использование молотого миндаля вместо панировочных сухарей. Пирог с патокой обычно подаётся горячим или тёплым и сервируется топлёными сливками, или обычными сливками, или шариком мороженого, или заварным кремом.

## В популярной культуре
- В так называемом рифмованном сленге английского языка выражение «пирог с патокой» обозначает возлюбленного.
- Пирог с патокой упоминается в британском фэнтезийном фильме 1968 года «Читти Читти Банг Банг». Отрицательный персонаж Ловец Детей, пытается выманить детей из подвала, крича, что он раздаёт бесплатные сладости.
- В англоязычной версии серии книг о Гарри Поттере любимая еда Гарри — пирог с патокой, который часто подаётся на праздниках в Хогвартсе[2].
- Пирог с патокой иносказательно упоминается в британском фильме 1973 года «О, счастливчик!» как предупреждение главному герою (Мику Трэвису) об осторожности в отношениях с Мэри Бол.